# Squinzano
Squinzano város (közigazgatásilag comune) Olaszország Puglia régiójában, Lecce megyében.

## Fekvése
A Salentói-félszigeten fekszik, Leccétől északnyugatra.

## Története
A hagyományok szerint a várost Titus Quinctius Flaminius római consul alapította, aki i.e. 190-ben, a tarentumi háborúk ideje alatt itt építette fel villáját. A villa körül kialakult kis falut Quintianumnak nevezték. Népessége hirtelen megnőtt, amikor a szomszédos Valesium nevű messzáp települést a rómaiak elpusztították és lakosai ide menekültek. A középkorban a Leccei Grófság része volt. 1560-ban királyi rendelettel nyerte el önállóságát, de gazdasági okok miatt 1623-ban ismét feudummá vált. Ura, a spanyol származású nemes, Don Giovanni Enriquez kezdett hozzá a ferenceseknek szánt kolostor megépítéséhez és ugyancsak ő indította el a település fő templomának építését is. Fia, Gabriele Agostino Enriquez megszerezte a „Squinzano hercege” címet, ami az Enriquez család kihalása után a Filomarino nemesi család tagjaira szállt. A település 1806-ban lett ismét önálló község, amikor a Nápolyi Királyságban felszámolták a feudalizmust. 

## Népessége
A népesség számának alakulása:

## Főbb látnivalói
- San Nicola-templom - 1590-1612 között épült barokk stílusban Szent Miklós tiszteletére.